# الدوري الشمالي الممتاز 2013–14
الدوري الشمالي الممتاز 2013–14 هو موسم من دوري الشمال الممتاز ‏، وهو أعلى دوري كرة قدم في أيرلندا الشمالية، كان عدد الأندية المشاركة فيه 68، وفاز فيه نادي تشورلي.